# Йосипдол (Рибниця-на-Похорю)
Йосипдол (словен. Josipdol) — поселення в общині Рибниця-на-Похорю, Регіон Корошка, Словенія. Висота над рівнем моря: 609,1 м.